# Conrad Sonderegger
Conrad Sonderegger (* 12. Juni 1858 in Heiden; † 17. April 1938 in Bad Ragaz; heimatberechtigt in Rehetobel;) war ein Schweizer Ingenieur und Politiker aus dem Kanton Appenzell Ausserrhoden. Er war Ehrenbürger von Bad Ragaz.

## Leben
Conrad Sonderegger war ein Sohn von Johann Conrad Sonderegger und Anna Katharina Hohl. Im Jahr 1887 heiratete er Maria Agripina Zuloaga aus Jipijapa in Ecuador. Von 1876 bis 1880 absolvierte er ein Bauingenieurstudium am Polytechnikum München und in Berlin. Ab 1881 bis 1889 arbeitete er als Ingenieur beim Bau des Panamakanals. Von 1881 bis 1884 war er Angestellter der Panamagesellschaft. Ab 1884 bis 1889 war er mit der eigenen Firma am Bau aktiv. Nach seiner Rückkehr in die Schweiz amtierte er von 1890 bis 1892 als freisinniger Kantonsrat in Appenzell Ausserrhoden. Er erbaute den landwirtschaftlichen Musterbetriebs Zur Tanne bei Wald und das heutige Hotel Schloss Ragaz. Er war Mitglied der Appenzellischen Gemeinnützigen Gesellschaft.